# Vigyázz, kész, szörf!
A Vigyázz, kész, szörf! (eredeti cím: Surf's Up) 2007-ben bemutatott amerikai 3D-s számítógépes animációs filmvígjáték, amelynek előkészületei 2002-ben kezdődtek meg. Az animációs játékfilm rendezői Ash Brannon és Chris Buck, producere Christopher Jenkins. A forgatókönyvet Lisa Addario, Christian Darren, Don Rhymer és Joe Syracuse írta, a zenéjét Mychael Danna szerezte. A mozifilm Sony Pictures Animation gyártásában készült, a Columbia Pictures forgalmazásában jelent meg.
Az Amerikai Egyesült Államokban 2007. június 8-án, Magyarországon 2007. augusztus 16-án mutatták be a mozikban.
A történet egy fiatal pingvinről, Cody Maverickről szól, akinek mindene a szörf, és akinek lehetősége nyílik rá, hogy a legrangosabb versenyen bizonyítson. A Vigyázz, kész, szörf!-öt dokumentumfilmként tálalják: a „kamera” előtt nem látható forgatócsoport követi Cody minden lépését, riporterük kérdéseket tesz fel, amikre Cody válaszol.
A rendezői székben a Toy Story 2 társrendezője, Ash Brannon és a Tarzan egyik rendezője, Chris Buck ült. A főbb szereplők eredeti hangjait Shia LaBeouf, Jeff Bridges, Zooey Deschanel és James Woods szolgáltatják.
A Vigyázz, kész, szörf!-öt Oscar-díjra jelölték a legjobb animációs film kategóriában.

## Cselekmény
Cody Maverick fiatal pingvin Dérvidéken, aki kilóg kolóniájából: minden álma, hogy példaképe, Nagy Zé nyomába léphessen, s profi szörfös legyen. Kiskorában a legendás sportoló ellátogatott Dérvidékre, s neki adta nyakláncát. Egy forgatócsoport dokumentumfilmet készít Cody főszereplésével, hogy megismerjék a szörfözés természetét. Az ifjú pingvin beszámol a nagy bajnok szárnyalásáról és tragikus haláláról, amire megemlékezve minden évben versenyt rendeznek, hogy bizonyíthasson a legjobb. A Nagy Zé Emlékversenyt „Az Aprító” Tank Evans nyerte mind a kilenc alkalommal, nem túl sportszerű eszközöket is bevetve.
Egy napon tehetségkutató érkezik Dérvidékre Mikey, a gázlómadár személyében, s Codynak némi erőfeszítés árán sikerül meggyőznie őt, hogy vigye magával. Így hát hősünk hátrahagyja édesanyját és bátyját, s a stábbal együtt felkerekedik, hogy valóra váltsa álmát. Útitársa többek mellett Pipi Joe, a csekély értelmű wisconsini csirke, aki szintén szörfös. A versenynek helyet biztosító lagúnában versenyzők és drukkerek mellett sportriporterek is sürögnek, ám Codynak egyvalakin akad meg a szeme: Lanin, az életmentőn. Hamarosan szüksége is lesz a lányra: miután összetűzésbe kerül a Nagy Zé műemlékként kiállított deszkáját kővel hajigáló Tankkal, a konfliktust elrendezendő szörfpárbaj során a hullámokba zuhan. Lani az erdőbe viszi az eszméletlen pingvint egy barátjához, Nyomihoz. A melák testű remete sajátos módszereivel rendbehozza a sérültet. Másnap reggel elkíséri Codyt a partra visszavezető útig, ám közben egy szörfdeszkának kiváló alapanyagként szolgáló rönkbe botlanak. Mivel Codynak nincs sajátja, Nyomi felajánlja neki, hogy segít a faragásban. Apróbb balesetek következményeképp mindkét pingvin rönköstül egy csodaszép öbölbe pottyan, ahol Cody döbbenten fedezi fel Nagy Zé deszkáit egy viskóban. Pár perc múlva világossá válik előtte: Nyomi nem más, mint halottnak hitt hőse. A mélabús és mogorva pingvin azonban elvonul Cody és a stáb elől; nem hajlandó beszélni a múltról. Kis idő múlva azonban elkezdi Cody tanítását, újfent egyedi metódussal, ami miatt Codynak elege lesz, s faképnél hagyja. Belebotlik Laniba, s a lány felfedi előtte: ő Nagy Zé unokahúga, s sehogy sem tudja rábírni nagybátyját, hogy visszatérjen az életbe. Együtt mennek vissza az egykori bajnokhoz, s rövidesen felhőtlen szörfözést csapnak. Cody úgy érzi, készen áll a Nagy Zé Emlékversenyre, ám hiába kéri Nagy Zét, az nem akarja megnézni őt a tömegben.
Eljön a nagy pillanat: huszonhárom versenyző száll harcba, s közülük végül Tank, Cody és nem kis meglepetésre, Pipi Joe kerül a döntőbe. Nagy Zé feltűnik a nézők mögött tisztes távolban, ám nem úgy alakulnak a dolgok, ahogy Cody gondolta: Tank kíméletlenül zúzta szét versenytársai deszkáit, s most Pipi Joe van soron. Cody ügyességét kihasználva megfékezi az öntelt és gátlástalan pingvint, ám mindketten a zátonyok felé sodródnak. Lani kimenti a vízből Tankot, Cody azonban eltűnik a szem elől. Hamarosan felbukkan az egyik sziklán, s egy segítő kéz nyúl felé: Nagy Zé. A két pingvin szenzációs bravúrral, a sziklaszirten kiállított deszkával a partra jut. Tank képtelen beletörődni, hogy nem lehet az övé az újabb trófea: a versenyt Pipi Joe nyeri meg. Nagy Zé kiáll az összesereglettek elé, Cody pedig megtanulja, mit is jelent igazából bajnoknak lenni.
Easter egg: a stáblistát követő jelenetben Cody bátyja, Glen kihajigálja otthonából a forgatócsoport drága eszközeit, sürgetve őket a távozásra.

## Szereplők
| Szereplő               | Eredeti hang      | Magyar hang          | Leírás |
| ---------------------- | ----------------- | -------------------- | --- |
| Cody Maverick          | Shia LaBeouf      | Czető Roland         | Dérvidékről származó ifjú sziklaugró más néven aranytollú pingvin, akinek álma, hogy profi szörfösként bizonyítson. Bálványként imádja Nagy Zét, minden idők legjobb szörfösét, akitől egy nyakláncot kapott kiskorában. Első látásra beleszeret Laniba. |
| Nagy Zé / Nyomi        | Jeff Bridges      | Reviczky Gábor       | Legendás királypingvin-szörfös, aki egy alkalommal a hullámokba veszve eltűnt a világ szeme elől. Azóta remeteként él Nyomi néven, mígnem Cody színre lép és emlékezteti egykori önmagára.                                                               |
| Lani Aliikai           | Zooey Deschanel   | Nemes Takách Kata    | Bájos vízimentő kék pingvin-lány, aki homárdeszkájával félelmet nem ismerve veti magát a vízbe. Nagy Zé unokahúga, egyben egyetlen rokona. Cody iránt gyengéd érzelmeket kezd táplálni.                                                                  |
| Pipi Joe               | Jon Heder         | Fekete Ernő          | Kétbalkezes, bárgyú tekintetű csirke, aki barátságot köt Codyval. Első pillantásra senki sem gondolná róla, hogy ő is a profi szörfösök között száll versenybe.                                                                                          |
| Reggie Belafonte       | James Woods       | Csuja Imre           | Reggie, a tengeri vidra a szörfösök menedzsere. Ő futtatta fel Nagy Zét is, s most Codyban látja a két lábon járó pénzköteget. |
| Mikey Abromowitz       | Mario Cantone     | Fekete Zoltán        | Mikey, a kis termetű gázlómadár Reggie-nek dolgozik, a tehetséges szörfösök felkutatója. Ő viszi Codyt a Nagy Zé Emlékverseny színhelyére bálnaháton. Korábban énekes tukánokat toborzott.                                                               |
| „Az Aprító” Tank Evans | Diedrich Bader    | Bognár Tamás         | A királypingvin Tank nyerte az összes Nagy Zé Emlékversenyt, s ő az, aki miatt Nagy Zé felszívódott – a bajnok alulmaradt vele szemben. Tank önmagán és serlegein kívül nem szeret mást, sportszerűtlen, s gyakran bántja a kisebbeket.                  |
| Glen Maverick          | Brian Posehn      | Csík Csaba Krisztián | Glen Cody testes bátyja, aki állandóan civakodik öccsével; nem hisz annak sikerében. |
| Edna Maverick          | Dana Belben       | Simon Eszter         | Cody édesanyja, aki állandóan félti fiatalabbik fiát; nem hisz annak sikerében. |
| Kelly Slater           | Kelly Slater      | Bodrogi Attila       | A „Kelly Slater” formájú pingvin riporter. |
| Rob Machado            | Rob Machado       | Görög László         | A „Rob Machado” formájú barna sérós pingvin riporter. |
| Iván                   | Matthew W. Taylor | Szokol Péter         | Iván egy felháborodott tengerisün, aki állítása szerint komoly sérüléseket szenvedett, mikor Cody kíméletlenül belelépett. |
| Filmesek               | Chris Buck        | Schnell Ádám         | A két híres filmrendező a filmben. |
| Filmesek               | Ash Brannon       | Kossuth Gábor        | A két híres filmrendező a filmben. |

## A film zenéje

### Válogatáslemez
Az alábbi számok találhatók meg a hivatalos filmzenealbumon.
A Green Day két száma, a „Welcome to Paradise” és a „Holiday” is hallható háttérzeneként a filmben, azonban nem szerepelnek az albumon. Előbbi dalt a film második előzeteséhez is felhasználták, míg az első teaser trailerben felcsendül a „Get on Top” s Red Hot Chili Pepperstől.

### Kísérőzene
A film kísérőzenéjét Mychael Danna szerezte.
1. Legends
2. Sports Network Presents
3. You're In
4. Big Z's Shrine
5. Taking on Tank
6. The Geek
7. Stuck With This Guy
8. I Don't Have a Way
9. Log Roll
10. The Board Shack
11. Cody Struggles
12. Lani and Cody
13. Waterfall
14. In the Tube
15. Training
16. The Has Been
17. The Big Z Memorial
18. First Round
19. Shredding
20. Winning Is…
21. Boneyards
22. Losers
23. Pointed the Way Back

## Érdekességek
- Cody vezetékneve utalás a Mavericks elnevezésű híres, észak-kalifornia-i szörfözővidékre.
- A párbeszédeket a színészek együtt, egyszerre mondták fel, ami szokatlan dolognak számít az animációs filmeknél, mivel a legtöbb esetben egymástól függetlenül rögzítik a hanganyagot. Ennek köszönhetően a szinkronizáló színészek alkalmanként rögtönözni is tudtak.
- A film elején a forgatócsoport megkérdezi Codytól, hogy ért-e máshoz is a szörfözésen kívül, mire a pingvin válasza az, hogy ugyan mihez, az énekléshez és táncoláshoz? Ezzel a Táncoló talpakra tesz utalást, amiben éneklő-táncoló pingvinek szerepelnek.
- A filmben szereplő SPEN (Sport Penguin Entertainment Network) az ESPN (Entertainment Sport Program Network) paródiája.
- Eredetileg a SPEN kommentátoraként két, a vásznon megjelenő szereplőt terveztek, egy Chunk nevű rozmárt és egy Rock nevű fókát. Ám mikor Kelly Slater és Rob Machado leszerződtek a filmhez, a karaktereket ejtették. A videójátékban ugyanakkor megjelennek.

## Fogadtatás
A Vigyázz, kész, szörf! felé túlnyomó részt pozitív visszajelzések érkeztek a kritikusoktól. A Rotten Tomatoes oldalán 78%-os átlaggal szerepel a film, ami 4%-kal magasabb, mint a 2006-os, Oscar-díj nyertes, szintén pingvineket felvonultató Táncoló talpak értékelése. Az írások a lélegzetelállító CGI-t és a könnyed hangulatot emelik ki a film pozitívumaként, illetve Roger Ebert, a Chicago Sun Times munkatársa szerint az eredeti ötletként megjelenő dokumentarista formátum is hozzájárul ahhoz, hogy a „Vigyázz, kész, szörf! nem csak egy újabb pingvines film.”
A filmet kritizálók rámutattak, hogy a film csupán újabb pingvin-mozi, és újabb „légy önmagad!”-propaganda. A Reeltalk Movie Reviews kritikusa szerint a filmben sok a jó és rossz ötlet egyaránt, a kivitelezésben pedig többnyire mellélőttek a készítők.
A nézői értékelések kedvezőbbnek bizonyultak a Táncoló talpakénál, az IMDb 0,4 csillaggal magasabban áll a Vigyázz, kész, szörf! a Warner Bros. filmjénél, míg a Rotten Tomatoes-on a felhasználók 12%-kal találták jobbnak a jelen tárgyalt filmet.

### Box office
A Vigyázz, kész, szörf! 2007. június 8-án került a mozikba, három héttel a Harmadik Shrek után és a L’ecsó előtt. Az első hétvégén 17,6 millió dollárt keresett 3528 moziból, amivel a lista második helyét szerezte meg az Ocean's Thirteen mögött. Ez az összeg az animációs filmek átlaga alatt van és az utóbbi időkben megfigyelhető tendenciába, miszerint a CGI-filmek bevételei folyamatosan csökkennek, jól illeszkedik. Az említett konkurencia rásegített a film erőtlen szereplésére, a zsánertől szokatlan módon gyors iramban csökkent a bevétele hétről hétre. Emellett a Sony Pictures Animation ezt megelőző, első filmjétől is elmaradt az új produkció: a Nagyon vadon 2006 őszén 23,6 millió dollárral rajtolt és meg sem állt 84,3 millióig. A Vigyázz, kész, szörf! összesen 58,9 milliót gyűjtött. Ezt az összeget a Táncoló talpak előző novemberben egy hét alatt elérte. Mindazonáltal, a film a szörfözést központi szerepbe emelő művek között az első helyet foglalja el, megelőzve az 1991-es Holtpontot (infláció figyelembevétele nélkül).
A Vigyázz, kész, szörf! a világ többi részén hasonlóan közepes eredményekkel szolgált, összesen 90 millió dollár került a mozipénztárakba, ebből az Egyesült Királyság 9,2 milliót számlál, de a legeredményesebb piac Franciaország volt, ahol a film 13 millió dollárnak megfelelő eurót keresett.
Magyarországon a Vigyázz, kész, szörf! augusztus 16-án került a mozikba, amikor is a hatalmas sikerű L'ecsó komoly vetélytársat jelentett az InterCom által forgalmazott filmnek. A szörföző pingvinek Budapesten az első héten 14 213 nézőt vonzottak, ami éppen fele a Pixar-produkció harmadik heti eredményének (28 689 néző). A továbbiakban ugyanakkor jól tartotta magát a film, az augusztus 30-szeptember 2-áig tartó MoziÜnnepnek köszönhetően pedig az őszt országosan már 95 ezer nézővel köszöntötte a Vigyázz, kész, szörf!. Országszerte összesen 135 ezer jegy kelt el rá, noa ez csak 89,667 millió forintos bevételt jelent.

### Fontosabb díjak és jelölések
A film 2 díjat nyert el különböző kritikusi és szakmai szervezetektől.